# Норвегія на літніх Олімпійських іграх 2004
На літніх Олімпійських іграх 2004 року, які проходили в Афінах (Греція), Норвегію представляли 53 спортсмени (36 чоловіків і 17 жінок), що змагалися у 12 видах спорту. Прапороносцем на церемонії відкриття був стрілець Гаральд Стенвог.
Це була 22-га участь Норвегії в літніх Олімпійських іграх. Норвезькі спортсмени здобули шість медалей: п'ять золотих і одну бронзову. У неофіційному медальному заліку збірна Норвегії посіла 17-те місце.

## Медалісти
| Медаль | Спортсмен                                | Вид спорту                      | Дисципліна                           |
| ------ | ---------------------------------------- | ------------------------------- | ------------------------------------ |
| Золото | Олаф Туфте                               | Академічне веслування           | одиночки (чоловіки)                  |
| Золото | Сирена Сандбю                            | Вітрильний спорт                | Європа                               |
| Золото | Ейрік Верос Ларсен                       | Веслування на байдарках і каное | байдарки-одиночки, 1000 м (чоловіки) |
| Золото | Гунн-Рита Дале Флешо                     | Велоспорт                       | маунтінбайк (жінки)                  |
| Золото | Андреас Торкільдсен                      | Легка атлетика                  | метання списа (чоловіки)             |
| Бронза | Нільс Олав Ф'єльдгейм Ейрік Верос Ларсен | Веслування на байдарках і каное | байдарки-двійки, 1000 м (чоловіки)   |

## Академічне веслування
| Спортсмени                            | Дисципліна          | Попередній раунд | Попередній раунд | Перезаплив | Перезаплив | Півфінал | Півфінал | Фінал   | Фінал |
| Спортсмени                            | Дисципліна          | Час              | Місце            | Час        | Місце      | Час      | Місце    | Час     | Місце |
| ------------------------------------- | ------------------- | ---------------- | ---------------- | ---------- | ---------- | -------- | -------- | ------- | ----- |
| Олаф Туфте                            | одиночки (чоловіки) | 7:12.53          | 1 SA/B/C         | Bye        | Bye        | 6:50.55  | 1 FA     | 6:49.30 | 1     |
| Мортен Адамсен Нільс-Торольв Сімонсен | двійки (чоловіки)   | 6:45.26          | 2 SA/B           | Bye        | Bye        | 6:14.69  | 3 FA     | 6:37.25 | 7     |

## Бадмінтон
| Спортсмен           | Дисципліна                 | 1/32                               | 1/16                                | Чвертьфінал        | Півфінал           | Фінал              | Фінал      |
| Спортсмен           | Дисципліна                 | Суперник Результат                 | Суперник Результат                  | Суперник Результат | Суперник Результат | Суперник Результат | Місце      |
| ------------------- | -------------------------- | ---------------------------------- | ----------------------------------- | ------------------ | ------------------ | ------------------ | ---------- |
| Джим Ронні Андерсен | чоловічий одиночний розряд | Педро Янг (GUA) W 15–9, 8–15, 15–6 | Соні Дві Кункоро (INA) L 7–15, 6–15 | не пройшов         | не пройшов         | не пройшов         | не пройшов |

## Боротьба
Чоловіки
Греко-римська боротьба
| Спортсмен | Дисципліна | Попередні поєдинки               | Попередні поєдинки             | Попередні поєдинки | Чвертьфінал        | Півфінал           | Фінал              | Фінал |
| Спортсмен | Дисципліна | Суперник Результат               | Суперник Результат             | Місце              | Суперник Результат | Суперник Результат | Суперник Результат | Місце |
| --------- | ---------- | -------------------------------- | ------------------------------ | ------------------ | ------------------ | ------------------ | ------------------ | ----- |
| Фріц Онес | до 84 кг   | Дімітріос Авраміс (GRE) L 1–3 PP | Бехруз Джамсіді (IRI) L 0–3 PO | 3                  | не пройшов         | не пройшов         | не пройшов         | 15    |

## Важка атлетика
| Спортсмен     | Дисципліна         | Snatch    | Snatch | Clean & Jerk | Clean & Jerk | Разом | Місце |
| Спортсмен     | Дисципліна         | Результат | Місце  | Результат    | Місце        | Разом | Місце |
| ------------- | ------------------ | --------- | ------ | ------------ | ------------ | ----- | ----- |
| Стіан Грімсет | +105 кг (чоловіки) | 185       | =12    | 205          | DNF          | 185   | DNF   |

## Велоспорт

### Шосейна гонка
| Спортсмен         | Дисципліна                         | Час          | Місце        |
| ----------------- | ---------------------------------- | ------------ | ------------ |
| Курт Асле Арвесен | групова шосейна гонка (чоловіки)   | 5:41:56      | 9            |
| Курт Асле Арвесен | роздільна шосейна гонка (чоловіки) | 1:02:21.28   | 28           |
| Мортен Гегреберг  | групова шосейна гонка (чоловіки)   | не фінішував | не фінішував |
| Тур Гусговд       | групова шосейна гонка (чоловіки)   | не фінішував | не фінішував |
| Тур Гусговд       | роздільна шосейна гонка (чоловіки) | 1:03:10.36   | 32           |
| Мадс Каггестад    | групова шосейна гонка (чоловіки)   | не фінішував | не фінішував |
| Лене Бюберг       | групова шосейна гонка (жінки)      | 3:33:35      | 48           |
| Лінн Торп         | групова шосейна гонка (жінки)      | 3:40:43      | 53           |
| Аніта Вален       | групова шосейна гонка (жінки)      | 3:25:42      | 14           |
| Аніта Вален       | роздільна шосейна гонка (жінки)    | 34:31.94     | 22           |

### Маунтінбайк
| Спортсмен            | Дисципліна          | Час     | Місце |
| -------------------- | ------------------- | ------- | ----- |
| Гунн-Рита Дале Флешо | маунтінбайк (жінки) | 1:56:51 | 1     |

## Веслування на байдарках і каное

### Спринт
| Спортсмен                                                   | Дисципліна                           | Попередній раунд | Попередній раунд | Півфінал | Півфінал | Фінал    | Фінал |
| Спортсмен                                                   | Дисципліна                           | Час              | Місце            | Час      | Місце    | Час      | Місце |
| ----------------------------------------------------------- | ------------------------------------ | ---------------- | ---------------- | -------- | -------- | -------- | ----- |
| Ейрік Верос Ларсен                                          | байдарки-одиночки, 500 м (чоловіки)  | 1:36.905         | 1 q              | 1:38.361 | 1 Q      | 1:38.667 | 4     |
| Ейрік Верос Ларсен                                          | байдарки-одиночки, 1000 м (чоловіки) | 3:25.150         | 1 Q              | Bye      | Bye      | 3:25.897 | 1     |
| Нільс Олав Ф'єльдгейм Ейрік Верос Ларсен                    | байдарки-двійки, 1000 м (чоловіки)   | 3:09.247         | 1 Q              | Bye      | Bye      | 3:19.528 | 3     |
| Андреас Єрсеє Маттіс Несс Якоб Норенберг Александер Вефальд | байдарки-четвірки, 1000 м (чоловіки) | 2:54.894         | 4 q              | 2:54.350 | 2 Q      | 3:01.698 | 5     |

## Вітрильний спорт
| Спортсмени                                                   | Дисципліна       | Заїзд | Заїзд | Заїзд | Заїзд | Заїзд | Заїзд | Заїзд | Заїзд | Заїзд | Заїзд | Заїзд | Бали | Фінальне місце |
| Спортсмени                                                   | Дисципліна       | 1     | 2     | 3     | 4     | 5     | 6     | 7     | 8     | 9     | 10    | M*    | Бали | Фінальне місце |
| ------------------------------------------------------------ | ---------------- | ----- | ----- | ----- | ----- | ----- | ----- | ----- | ----- | ----- | ----- | ----- | ---- | -------------- |
| Янніке Стольстрем                                            | Містраль (жінки) | 9     | 3     | 7     | 15    | 14    | 12    | 11    | 8     | 14    | 14    | OCS   | 107  | 11             |
| Сирен Сандбю                                                 | Європа           | 1     | 3     | DSQ   | 1     | 19    | 4     | 4     | 1     | 1     | 1     | 12    | 47   | 1              |
| Каріанна Ейкеланд Ліза Біргітта Фредріксен Беата Крістіансен | Інглінг          | 14    | 13    | 4     | 6     | 10    | 1     | 14    | 8     | 9     | 15    | 6     | 85   | 9              |

Відкриті змагання
| Спортсмени                   | Дисципліна | Заїзд | Заїзд | Заїзд | Заїзд | Заїзд | Заїзд | Заїзд | Заїзд | Заїзд | Заїзд | Заїзд | Заїзд | Заїзд | Заїзд | Заїзд | Заїзд | Бали | Фінальне місце |
| Спортсмени                   | Дисципліна | 1     | 2     | 3     | 4     | 5     | 6     | 7     | 8     | 9     | 10    | 11    | 12    | 13    | 14    | 15    | M     | Бали | Фінальне місце |
| ---------------------------- | ---------- | ----- | ----- | ----- | ----- | ----- | ----- | ----- | ----- | ----- | ----- | ----- | ----- | ----- | ----- | ----- | ----- | ---- | -------------- |
| Пеер Моберг                  | Лазер      | 7     | 18    | 37    | 23    | 12    | 26    | 34    | 14    | 3     | DSQ   | Н/Д   | Н/Д   | Н/Д   | Н/Д   | Н/Д   | 24    | 198  | 21             |
| Фруде Бовім Крістофер Сандбю | 49er       | 1     | 3     | 9     | OCS   | 6     | 4     | 13    | 8     | 15    | 11    | 6     | 9     | 11    | 3     | 2     | 2     | 88   | 4              |

## Волейбол

### Пляжний волейбол
| Спортсмени                      | Дисципліна | Груповий раунд | Груповий раунд | 1/16                                                              | Чвертьфінал         | Півфінал            | Фінал               | Фінал      |
| Спортсмени                      | Дисципліна | Суперники Результат | Місце          | Суперники Результат                                               | Суперники Результат | Суперники Результат | Суперники Результат | Місце      |
| ------------------------------- | ---------- | --- | -------------- | ----------------------------------------------------------------- | ------------------- | ------------------- | ------------------- | ---------- |
| Вегор Гейдален Єрре Х'ємперуд   | чоловіки   | Pool D Бйорн Берг – Симон Даль (SWE) L 0 – 2 (13–21, 18–21) Рамон Ернандес – Рауль Папалео (PUR) W 2 – 1 (18–21, 21–19, 15–10) Маркус Дікманн – Йонас Рекерманн (GER) W 2 – 1 (22–24, 26–24, 15–13)           | 3 Q            | Емануель Регу – Рікарду Сантуш (BRA) L 1 – 2 (15–21, 21–19, 6–15) | не пройшли          | не пройшли          | не пройшли          | не пройшли |
| Івер Горрем Б'єрн Мосейде       | чоловіки   | Pool A Емануель Регу – Рікарду Сантуш (BRA) L 1 – 2 (15–21, 21–19, 10–15) Дакс Голдрен – Стейн Мецгер (USA) W 2 – 1 (16–21, 22–20, 15–9) Ендрю Шахт – Джошуа Слек (AUS) L 0 – 2 (18–21, 17–21)                | 4              | не пройшли                                                        | не пройшли          | не пройшли          | не пройшли          | не пройшли |
| Сюзанна Глеснес Катріна Мосейде | жінки      | Pool D Голлі Макпік – Елейн Янгс (USA) L 0 – 2 (14–21, 14–21) Сімона Кун – Ніколь Шнідер-Бенуа (SUI) W 2 – 1 (21–18, 17–21, 15–13) Гілен Дюмон – Енні Мартін (CAN) L 0 – 2 (19–21, 27–29)                     | 3              | не пройшли                                                        | не пройшли          | не пройшли          | не пройшли          | не пройшли |
| Ніла Гокедал Інгрід Терлен      | жінки      | Pool C Ана Паула Коннеллі – Сандра Піреш (BRA) L 0 – 2 (18–21, 19–21) Василікі Арваніті – Ефталія Кутруманіду (GRE) L 1 – 2 (11–21, 23–21, 12–15) Сюзанна Ламе – Даня Мюш (GER) W 2 – 1 (13–21, 21–17, 15–12) | 4              | не пройшли                                                        | не пройшли          | не пройшли          | не пройшли          | не пройшли |

## Легка атлетика
| Спортсмен             | Дисципліна                             | Попередній раунд | Попередній раунд | Півфінал   | Півфінал   | Фінал        | Фінал        |
| Спортсмен             | Дисципліна                             | Результат        | Місце            | Результат  | Місце      | Результат    | Місце        |
| --------------------- | -------------------------------------- | ---------------- | ---------------- | ---------- | ---------- | ------------ | ------------ |
| Маріус Баккен         | 5000 м, чоловіки                       | 13:36.38         | 12               | Н/Д        | Н/Д        | не пройшов   | не пройшов   |
| Тронд Нюмарк          | спортивна ходьба на 50 км (чоловіки)   | Н/Д              | Н/Д              | Н/Д        | Н/Д        | 3:53:20      | 13           |
| Джим Свеной           | біг на 3000 м з перешкодами (чоловіки) | 8:33.97          | 10               | Н/Д        | Н/Д        | не пройшов   | не пройшов   |
| Ерік Тюссе            | спортивна ходьба на 20 км (чоловіки)   | Н/Д              | Н/Д              | Н/Д        | Н/Д        | не стартував | не стартував |
| Ронні Нільсен         | метання списа (чоловіки)               | 72.70            | 29               | Н/Д        | Н/Д        | не пройшов   | не пройшов   |
| Андреас Торкільдсен   | метання списа (чоловіки)               | 81.74            | 8 Q              | Н/Д        | Н/Д        | 86.50        | 1            |
| Стін Ларсен           | марафон (жінки)                        | Н/Д              | Н/Д              | Н/Д        | Н/Д        | 2:39:55      | 24           |
| Тріне Пільског        | 1500 м (жінки)                         | 4:08.61          | 10               | не пройшла | не пройшла | не пройшла   | не пройшла   |
| Г'єрсті Тюссе-Плетцер | спортивна ходьба на 20 км (жінки)      | Н/Д              | Н/Д              | Н/Д        | Н/Д        | 1:30.49      | 12           |

Десятиборство
| Спортсмен        | Дисципліни | 100 м | стрибки у довжину | метання ядра | стрибки у висоту | 400 м | 110 м з перешкодами | метання диска | стрибки з жердиною | метання списа | 1500 м  | Фінал | Місце |
| ---------------- | ---------- | ----- | ----------------- | ------------ | ---------------- | ----- | ------------------- | ------------- | ------------------ | ------------- | ------- | ----- | ----- |
| Ганс Олав Ульдал | Результат  | 11.23 | 6.99              | 13.53        | 1.85             | 50.95 | 15.09               | 43.01         | 4.50               | 60.00         | 4:41.70 | 7495  | 27    |
| Ганс Олав Ульдал | Бали       | 810   | 811               | 700          | 670              | 771   | 839                 | 726           | 760                | 738           | 670     | 7495  | 27    |

## Плавання
| Спортсмен           | Дисципліна              | Гіт     | Гіт   | Півфінал   | Півфінал   | Фінал      | Фінал      |
| Спортсмен           | Дисципліна              | Час     | Місце | Час        | Місце      | Час        | Місце      |
| ------------------- | ----------------------- | ------- | ----- | ---------- | ---------- | ---------- | ---------- |
| Александер Дале Оен | 100 м брасом (чоловіки) | 1:02.25 | 21    | не пройшов | не пройшов | не пройшов | не пройшов |

## Стрільба
| Спортсмен            | Дисципліна                                  | Кваліфікація | Кваліфікація | Фінал      | Фінал      |
| Спортсмен            | Дисципліна                                  | Бали         | Місце        | Бали       | Місце      |
| -------------------- | ------------------------------------------- | ------------ | ------------ | ---------- | ---------- |
| Еспен Берг-Кнутсен   | пневматична гвинтівка, 10 м (чоловіки)      | 584          | =41          | не пройшов | не пройшов |
| Еспен Берг-Кнутсен   | гвинтівка лежачи, 50 м (чоловіки)           | 592          | =16          | не пройшов | не пройшов |
| Еспен Берг-Кнутсен   | гвинтівка з трьох положень, 50 м (чоловіки) | 1156         | =22          | не пройшов | не пройшов |
| Гаральд Єнсен        | скит (чоловіки)                             | 122 (5)      | 6 Q          | 145        | 6          |
| Лейф Стейнар Ролланд | пневматична гвинтівка, 10 м (чоловіки)      | 592          | =18          | не пройшов | не пройшов |
| Гаральд Стенвог      | гвинтівка лежачи, 50 м (чоловіки)           | 592          | =16          | не пройшов | не пройшов |
| Гаральд Стенвог      | гвинтівка з трьох положень, 50 м (чоловіки) | 1149         | 30           | не пройшов | не пройшов |
| Ерік Ватндаль        | скит (чоловіки)                             | 121          | 8            | не пройшов | не пройшов |

## Тхеквондо
| Спортсмен    | Категорія           | 1/16                     | Чвертьфінал        | Півфінал           | Втішний раунд 1          | Втішний раунд 2    | Фінал              | Фінал |
| Спортсмен    | Категорія           | Суперник Результат       | Суперник Результат | Суперник Результат | Суперник Результат       | Суперник Результат | Суперник Результат | Місце |
| ------------ | ------------------- | ------------------------ | ------------------ | ------------------ | ------------------------ | ------------------ | ------------------ | ----- |
| Ніна Солгейм | понад 67 кг (жінки) | Сандра Шарич (CRO) W 5–2 | Ло Вей (CHN) L RSC | Did not advance    | Хван Кьон Сон (KOR) L WO | не пройшла         | не пройшла         | 7     |